# 大宇・ヌビラ
大宇・ヌビラ(대우 누비라)は、韓国の大宇自動車が生産、販売していた小型乗用車。同社のシエロ/ネクシアとエスペロの後継に当たる。

## 歴史

### ヌビラ (J100、1997年 - 1999年)

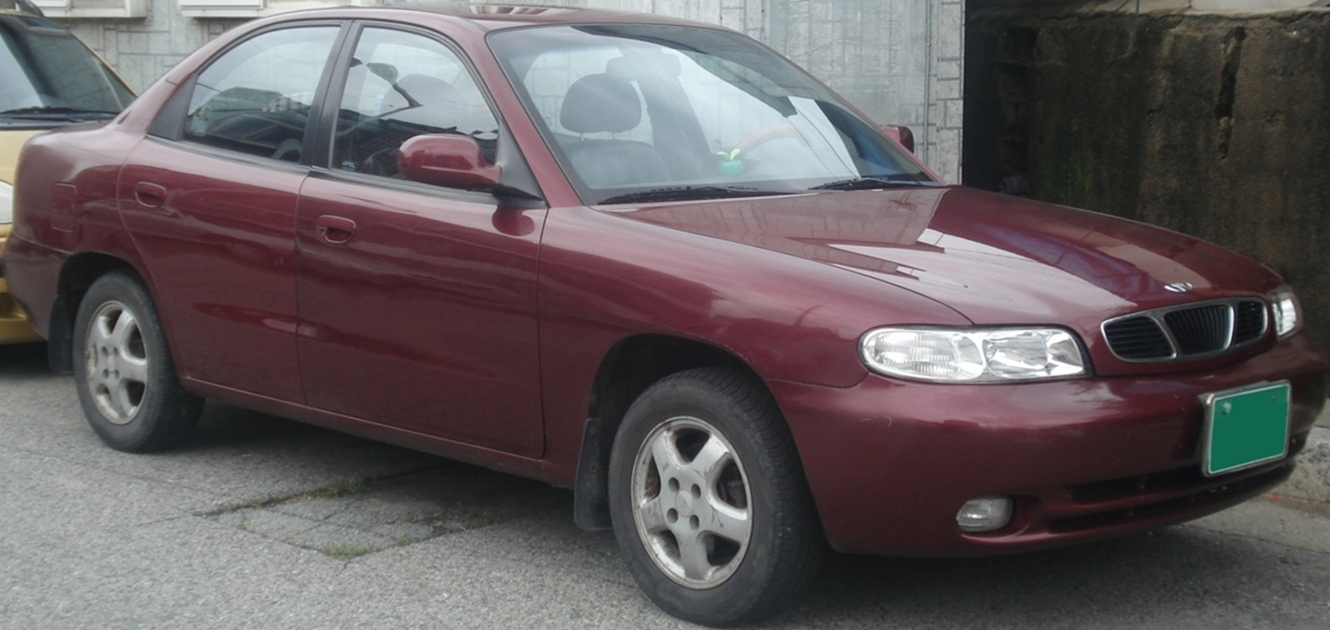
前期型セダン(フロント)

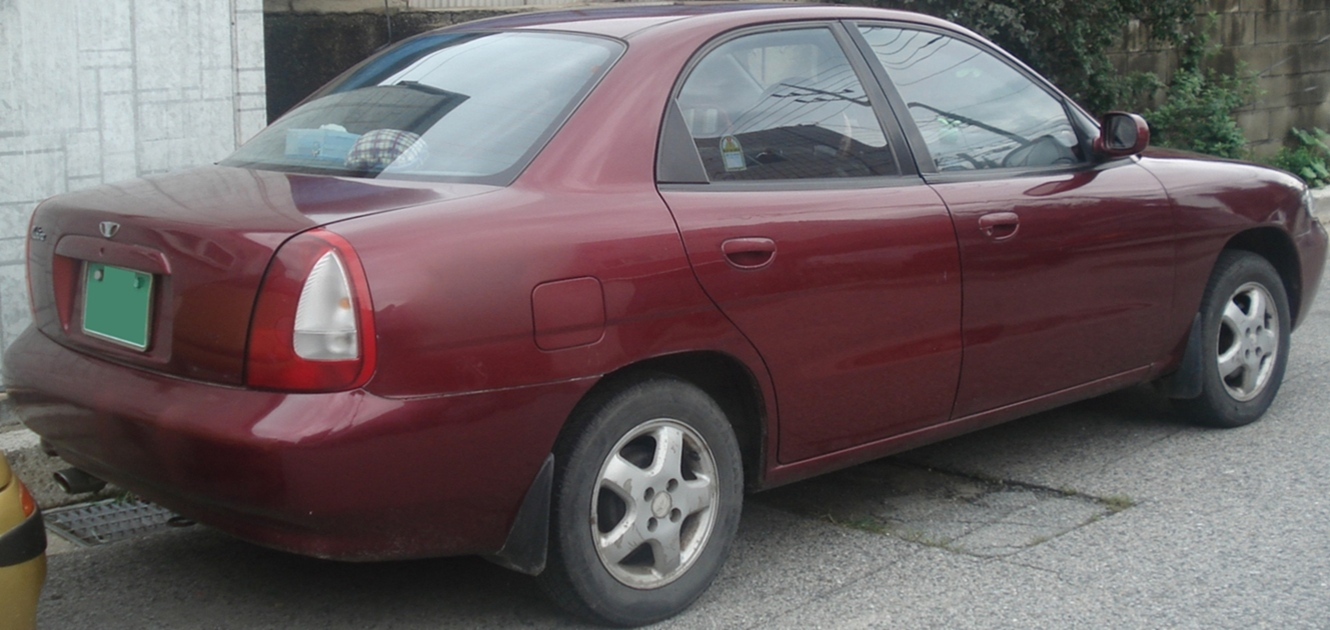
前期型セダン(リア)

1994年からイギリスのワーディング・テクニカル・センターで基本設計と各種テスト・開発を実施し、仁川広域市の富平研究所とも協業した。当時大宇自動車が開発した3モデルの中で最も多くの力を注ぎ、金宇中会長もこのモデルに最も多くの愛着を持っていた。
デザインはI.DE.Aの傘下にあったフランコ・マンテカツァ(Franco Mantegazza)の指導のもとに行われた。 当時、外観デザインをめぐってイデI.DE.Aと大宇デザインフォーラムが競合したが、最終的にI.DE.Aの案が確定した。
1997年2月18日にセダンモデルがシエロ/ネクシアとエスペロの後継車として発売された。生産は同年に新たに竣工した群山工場でされた。競合車種だったヒュンダイ・アバンテとキア・セフィアより大きな車体と広い室内空間を誇っており、スポーツカータイプのシートが装備された。また、難燃性素材を使用しており、北米の安全基準を満たしている。重い車体のため停車時からの加速が悪いという短所がある一方で、高速走行においては中間加速の良さが長所となった。
1997年6月25日にはステーションワゴンモデルであるスパガンが発売された。スパガンは、セダンを好む傾向が強い韓国内では販売台数の多いステーションワゴンであった。1998年9月8日には、ハッチバックモデルのD5が発売された。一見するとトランクの短いセダンにも見えるが、リアの窓ガラス部分までがバックドアとなっているハッチバックスタイルである。ヌビラのラインナップの中では最も販売台数が少なかった。

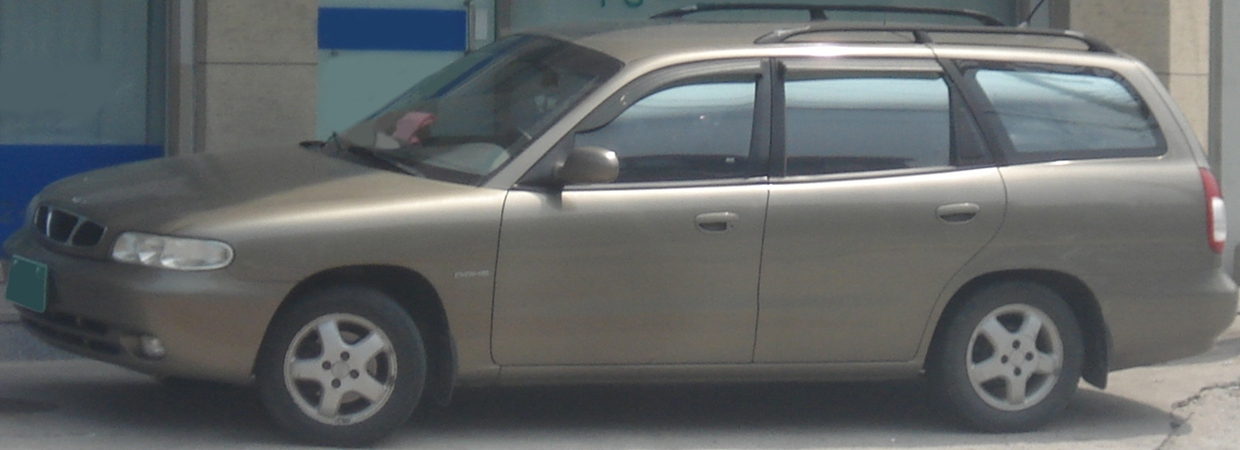
ヌビラ・スパガン(フロント)
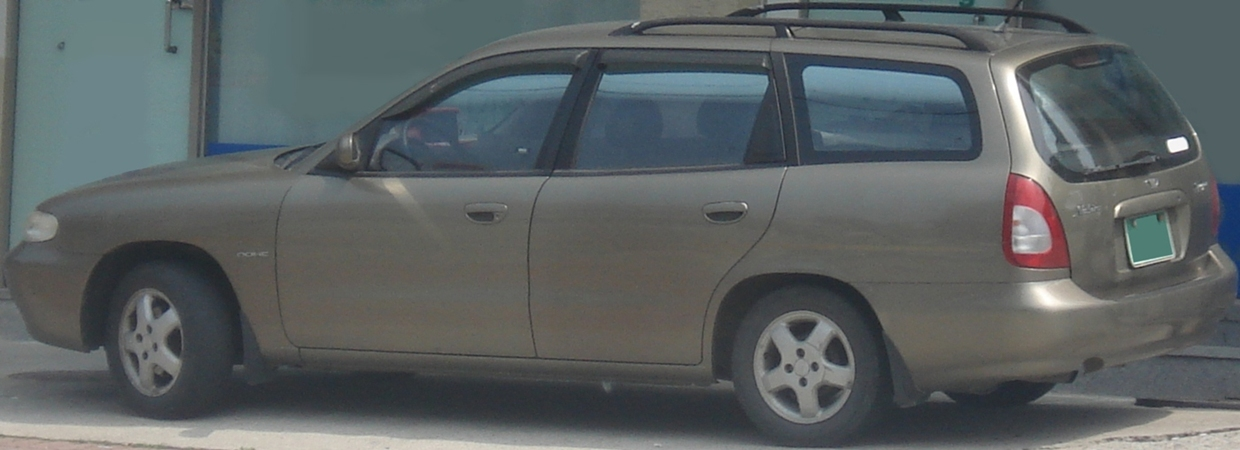
ヌビラ・スパガン(リア)
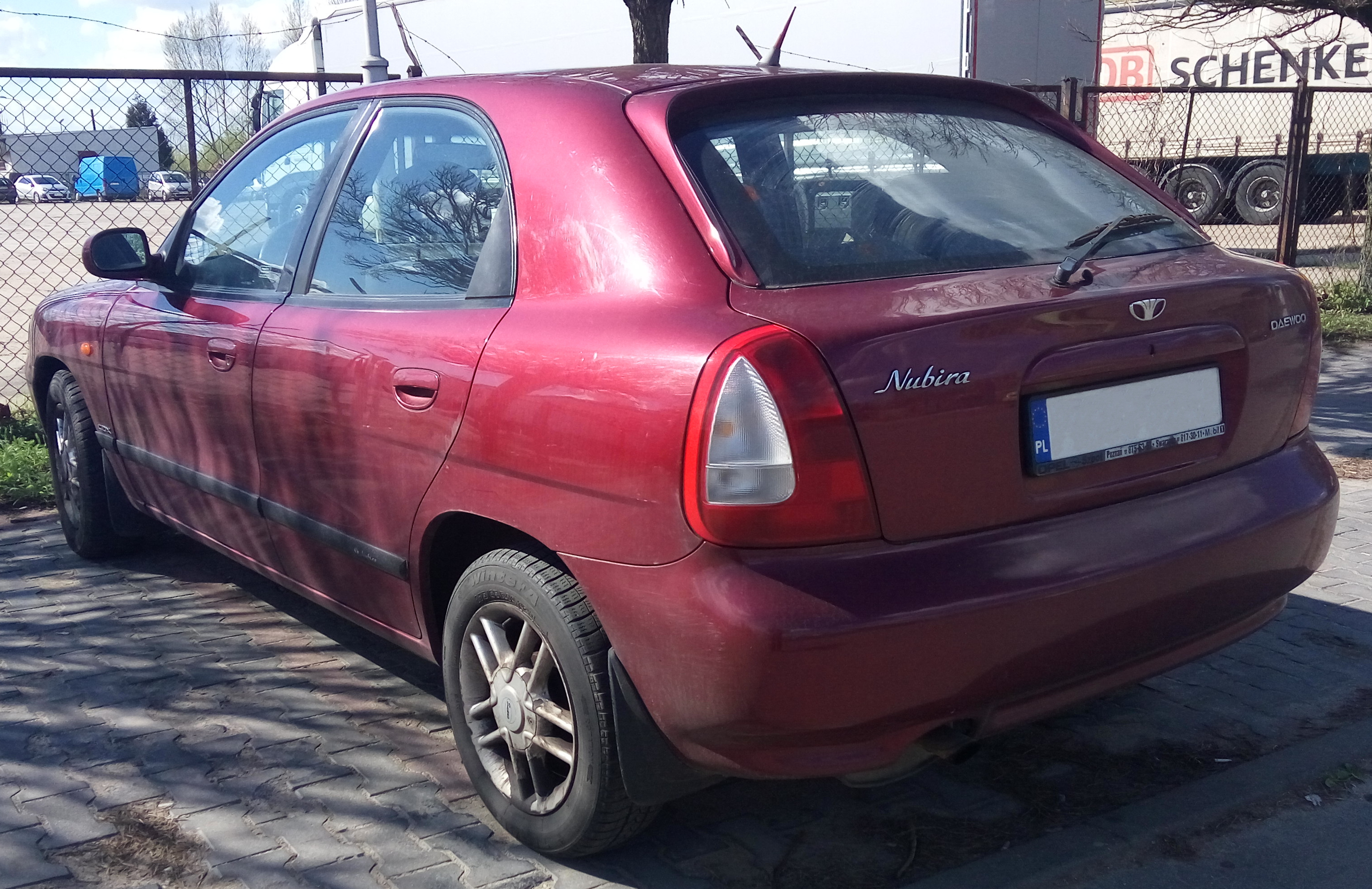
ヌビラ・D5

### ヌビラ・II (J150、1999年 - 2002年)

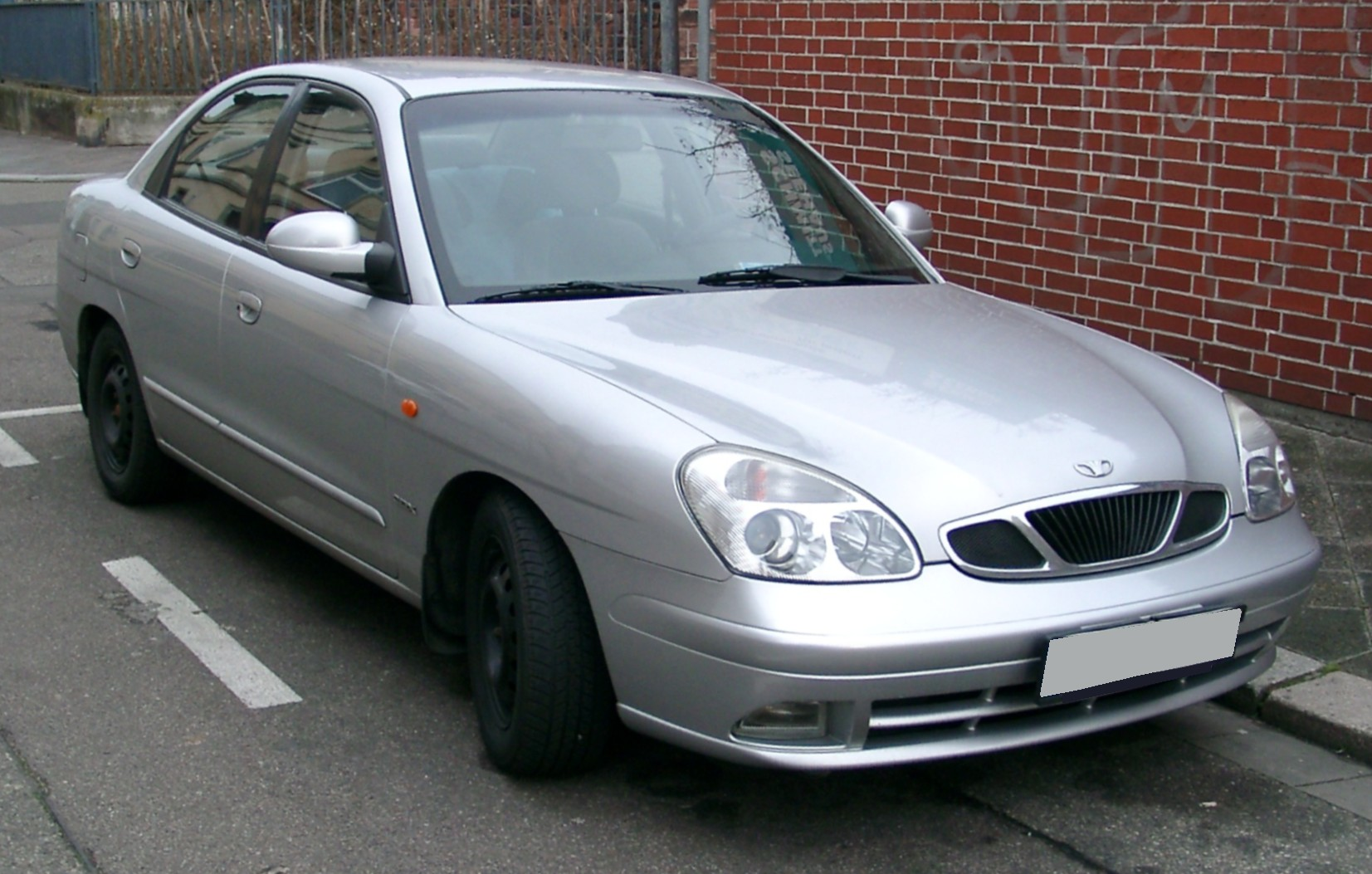
後期型セダン(フロント)

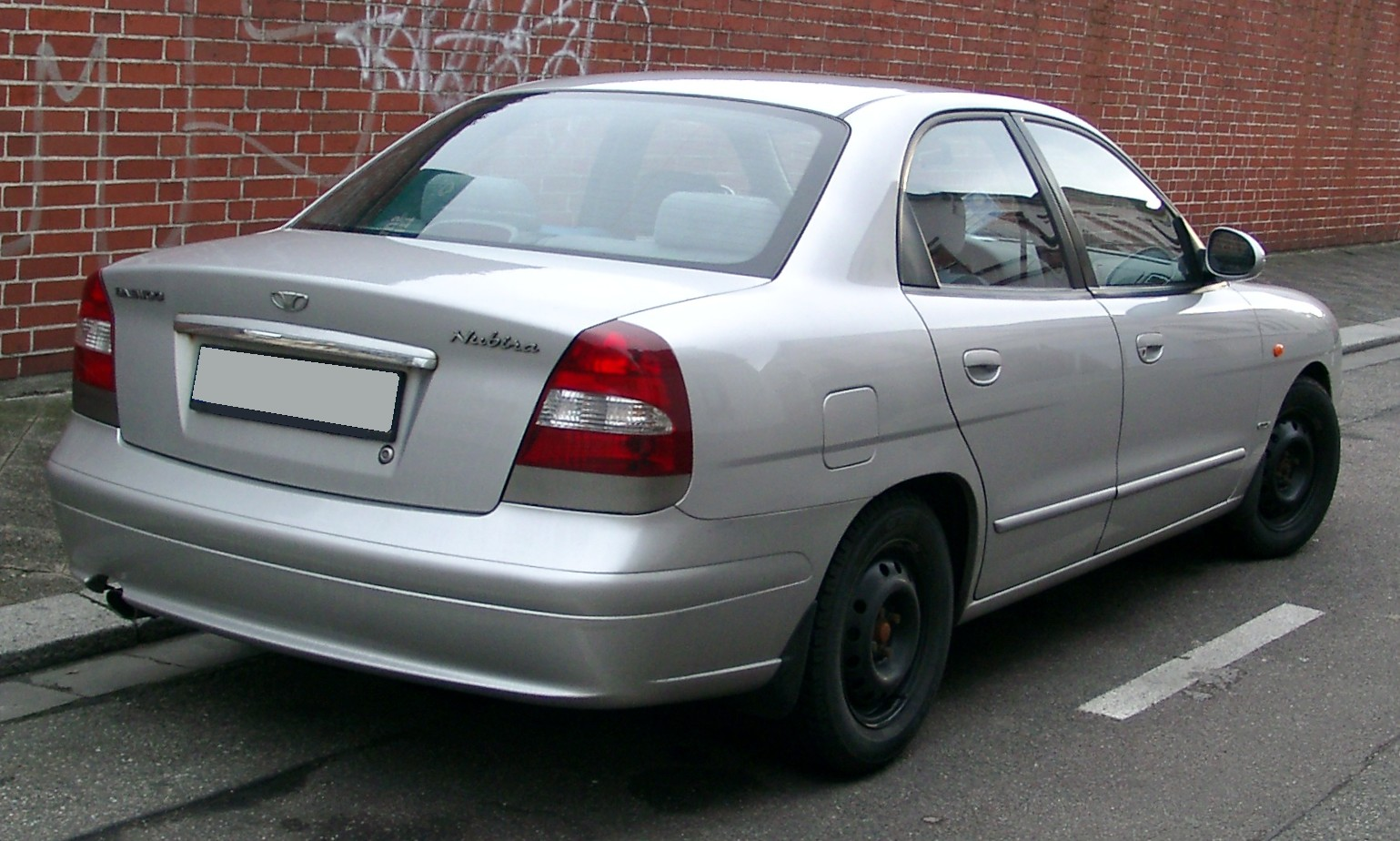
後期型セダン(リア)

ヌビラのマイナーチェンジモデルである。1997年後半から開発を進め、上級モデルであるレガンザのNVH低減技術を採用し乗り心地を高めた。デザインはレガンザと似たものに変更された。
1999年3月4日にヌビラ・IIという名称で発売された。同クラスの車種で初めてプロジェクターヘッドライトやガラスアンテナ、スーパービジョンクラスターを採用し高級感を高めた。先代に存在した.8L DOHCエンジンは 2.0L SOHCエンジンに変更されたが、販売量が少なく早期に生産中止となった。
ステーションワゴンモデルのスパガンとハッチバックモデルのD5は韓国内では販売されず、海外専売車種となった。
2001年5月2日にホイールとラジエーターグリルを変更した2002年型の販売を開始し、2002年11月21日に後継車種のGM大宇・ラセッティ(日本名:シボレー・オプトラ)の発売により生産終了となった。

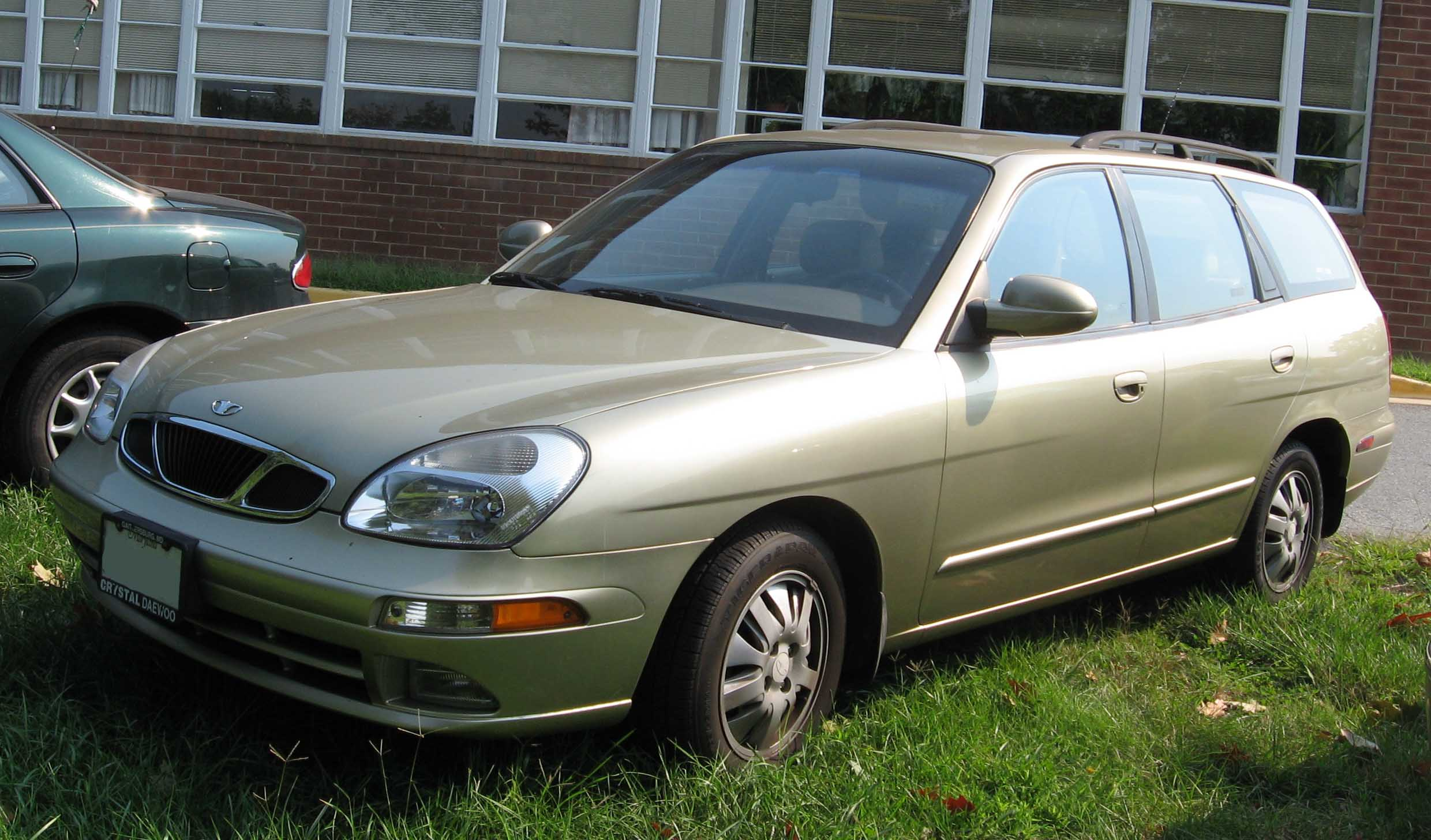
ヌビラ・スパガン(フロント)
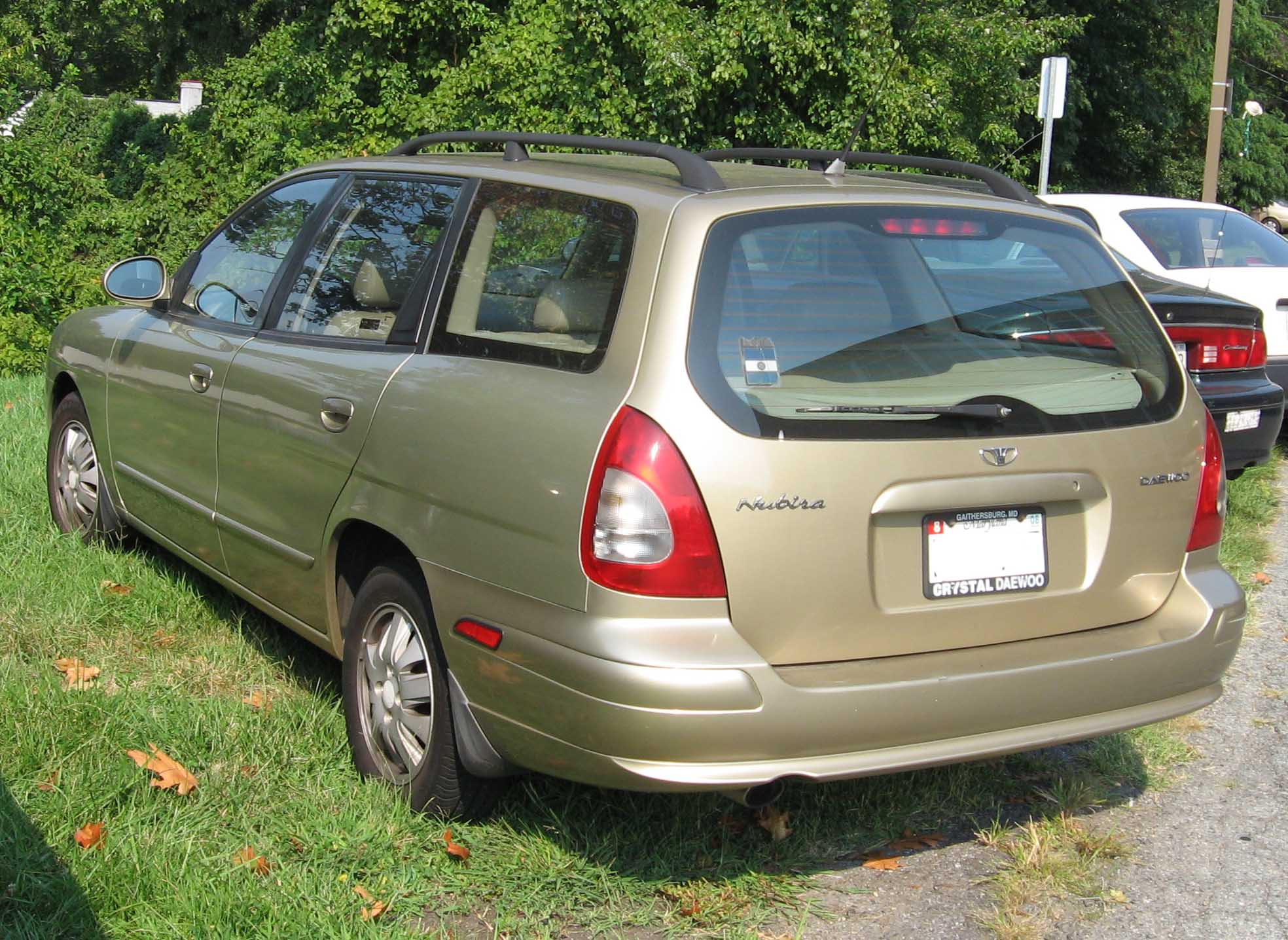
ヌビラ・スパガン(リア)

## 車名の由来
朝鮮語で「立ち回る」という意味である「ヌビダ」(누비다)が由来であり、「世界を立ち回る私たちの車」という意味も含んでいる。韓国の自動車業界では数少ない朝鮮語に由来する車名の車種でもあった。また一部には、後継車種のラセッティにも継続して「ヌビラ」の名称が使用された地域もある。